# Belisario Marín
Belisario Marín Montes (Caicedonia, 6 de febrero de 1955-Cali, 26 de junio de 2021) fue un empresario, aventurero y gestor cultural colombiano.

## Biografía
Nació en Caicedonia Valle del Cauca, desde su juventud se desempeñó como recaudador y funcionario del Ministerio de Agricultura de promotor de los campesinos bajo de la presidencia de Carlos Lleras Restrepo. En 1985 se radicó a Cali emprender su negocio y agencia de viajes y turismo.
Fundó la Promotora de Turismo Belisario Marín en su sede en Cali y luego lo expandió las oficinas en Bogotá, Popayán, Medellín, promoviendo el turismo y paisajes universales así viajando a Europa, América, África y Asia esto lo resultó exitoso al llegar su precarias situación económica en canje su reloj en la Corporación Nacional de Turismo y inició su recorrido en viajar a San Andrés Islas y colaboró en cubrir los gastos a los jugadores de América de Cali en 1975.
Fue dueño de la Fundación Belisario Marín en calidad como gestor colaboró y dono a elementos y bienes a la Cruz Roja Colombiana y personas  de bajos recursos y construyó el Hotel Casa Turística de Silvia, Cauca. También fue director y presentador en el programa Belisario por el mundo mostraba los recorridos y viajes hacia las partes del mundo entre 2002-2019.Tuvo un diagnóstico positivo de COVID-19 en junio de 2021, por lo que fue hospitalizado en Cali. Fue internado en la Unidad de Cuidados Intensivos y murió el 26 de junio de 2021 por un paro cardio respiratorio derivada de la enfermedad.